# Standbeeld van Mahatma Gandhi (Amsterdam)
Mahatma Gandhi is een kunstwerk in Amsterdam-Zuid. Het beeldt Mahatma Gandhi uit, lopend met een stok in de hand.
Het beeld kwam er dankzij de Stichting Standbeeld Mahatma Gandhi (Vereniging Trideva), voornamelijk bestaande uit Indiase en Surinaamse aanhangers van Mahatma Gandhi's gedachtegoed. Die was al vanaf rond 1972 bezig een standbeeld van Gandhi te krijgen in Amsterdam. Ze kreeg rond 1982 toestemming voor een te plaatsen beeld aan de Churchilllaan, nadat plaatsing in Amsterdam-Zuidoost afketste (daar woonden toen de grootste concentraties Indiërs en Surinamers). Zij hadden kunstenaar Karel Gomes ingeschakeld, die zonder hun medewerking ontwerpbureau Snoep en Vermeer had ingeschakeld. Toen de voorbereidingen voor plaatsing van het beeld er in 1989 werden afgerond stuurde dat bureau een rekening van 11.000 gulden naar de Stichting met als specificatie "voorbereidende werkzaamheden". De stichting vond dat bedrag aan de (te) hoge kant en schakelde bouwonderneming Hillen & Roosen in, die het wel gratis wilde plaatsen. Snoep en Vermeer bleef echter aandringen op vergoeding van de door hun gemaakte kosten, ondanks het feit dat de Adviescommissie beeldende kunst het bedrag ook te hoog vond; zij schatten in dat de kosten rond de 2500 gulden zouden (moeten) bedragen. Een bod van 7500 gulden werd door Snoep en Vermeer afgewezen. 
Ondertussen kwam premier Ruud Lubbers naar de Churchilllaan in Amsterdam om het beeld samen met locoburgemeester Ten Have en ambassadeur V.K. Grover op 2 oktober 1990 onthuld ter gelegenheid van de 121ste geboortedag van de Indiër. Het beeld zou circa 250.000 gulden hebben gekost. Wrang detail bij de plaats van het beeld is dat Winston Churchill Gandhi ooit eens "halfnaakte fakir" had genoemd; bij het overlijden van Gandhi stuurde hij echter wel een condoleance.
Na de onthulling begon de strijd voor het beeld pas goed. De zaak omtrent de kosten kwam voor rechter Hans Vrakking die de stichting in oktober 1900 alsnog sommeerde ruim 12.000 gulden over te maken. Daarna kwam nog een fysieke strijd. Het beeld kent in de wandelstaf en bril twee fragiele onderdelen, die keer op keer door vandalen afgebroken en verwijderd werden en worden. De gemeente Amsterdam had zich al bereid verklaard 50 jaar voor het beeld te zullen zorgen. De route naar het beeld, een soort vlechtwerk in keien maakt deel uit van het kunstwerk. 
Den Haag heeft eveneens een Mahatma Gandhi van Gomes; het is onderdeel van het Nationaal Hindostaans Immigratiemonument op het Hobbemaplein; het werd in 2004 onthuld door minister Rita Verdonk.